# Reinhard (Nassau-Beilstein)
Reinhard von Nassau-Beilstein (* nach 1374; † zwischen 30. Dezember 1414 und 17. April 1418) war von 1378/80 bis zu seinem Tod Mitregent der Grafschaft Nassau-Beilstein. Er regierte die Grafschaft gemeinsam mit seinem älteren Bruder Heinrich II.

## Leben
Reinhard war der zweite Sohn des Grafen Heinrich I. von Nassau-Beilstein und dessen Frau Meyna (Imagina) von Westerburg († um 1380). Nach dem Tod seines Vaters um 1378/80 übernahm Reinhard gemeinsam mit seinem Bruder Heinrich die Regierung. Heinrich erhielt das Schloss Beilstein, Reinhard das Schloss Liebenscheid. Die Teilgrafschaft blieb jedoch ungeteilt. 
Nach ihrem Regierungsantritt gelang es den Brüdern, die finanzielle Lage der Grafschaft zu verbessern und zahlreiche Ansprüche, die ihr Vater verpfändet hatte, wieder einzulösen. 
Im Streit um die Herrschaft Heinsberg, ein Erbe seiner Großmutter Adelheid von Heinsberg und Blankenburg, konnte Reinhard von Wilhelm von Jülich 1380 Ausgleichszahlungen in Form einer jährlichen Rente erhalten. Diese Rente, 50 Goldgulden aus dem Zoll bei Ravenstein, erhielt das Haus Nassau-Beilstein bis zu dessen Erlöschen. Ebenfalls gelang es Reinhard und seinem Bruder, die von Nassau beanspruchten Hoheitsrechte über die Herrschaft zum Westerwald gegen Westerburg und Runkel verteidigen. 
Nach dem Tod seines Bruders, wahrscheinlich kurz nach dem 12. Oktober 1412, regierte Reinhard die Grafschaft gemeinsam mit seinem Neffen Johann. Reinhard starb vermutlich zwischen 30. Dezember 1414 und 17. April 1418.